# Chaerephon pumilus
Chaerephon pumilus е вид прилеп от семейство Булдогови прилепи (Molossidae). Видът не е застрашен от изчезване.

## Разпространение и местообитание
Разпространен е в Ангола, Бенин, Ботсвана, Буркина Фасо, Бурунди, Гамбия, Гана, Гвинея, Гвинея-Бисау, Демократична република Конго, Екваториална Гвинея (Анобон и Биоко), Еритрея, Етиопия, Замбия, Зимбабве, Йемен, Кения, Кот д'Ивоар, Либерия, Мадагаскар, Майот, Малави, Мали, Мозамбик, Нигер, Нигерия, Руанда, Сао Томе и Принсипи (Сао Томе), Саудитска Арабия, Свазиленд, Сейшели (Алдабра), Сенегал, Сиера Леоне, Сомалия, Танзания, Того, Уганда, Чад, Южен Судан и Южна Африка.
Обитава градски и гористи местности, пустинни области, места със суха почва, влажни места, планини, възвишения, долини, ливади, храсталаци, савани, степи, крайбрежия, плажове и плата в райони с тропически, умерен и субтропичен климат, при средна месечна температура около 23,9 градуса.

## Описание
На дължина достигат до 3,6 cm, а теглото им е около 11 g.
Достигат полова зрялост на 4,7 месеца и живеят около 5 години.